# Anamiopteryx grandis
Anamiopteryx grandis är en bönsyrseart som beskrevs av Max Beier 1935. Anamiopteryx grandis ingår i släktet Anamiopteryx och familjen Thespidae. Inga underarter finns listade i Catalogue of Life.